# 塞氏吻鰩
巴哈馬吻鰩（學名：Rostroraja cervigoni），為軟骨魚綱鰩目鰩科吻鰩屬的一種，分布於中西大西洋哥倫比亞、委內瑞拉及千里達及托巴哥海域，深度30至180公尺，體長可達50公分，棲息在近海，為底棲性魚類，肉食性，卵生，生活習性不明。